# Uralskie pelmeni
Uralskie pelmeni (în rusă «Уральские пельмени» – „Pelmeni de Ural”) este un ansamblu umoristic din Rusia. În prezent, aceștia evoluează în show-ul televizat umoristic omonim, difuzat pe canalul de televiziune STS din 18 octombrie 2009.

## Membri

### Curenți
- Andrei Rojkov
- Dmitri Sokolov
- Dmitri Brekotkin
- Veaceslav Measnikov
- Serghei Isaev
- Maksim Iarița
- Serghei Erșov
- Aleksandr Popov
- Serghei Kalugin
- Ilana Iurieva
- Ksenia Korneva
- Artiom Pușkin
- Danila Peatkov
- Roman Postovalov

### Foști
- Serghei Netievski
- Serghei Svetlakov
- Iulia Mihalkova-Matiuhina
- Stefania-Mariana Gurskaia

## Premii
- TEFI 2013[1]
- TEFI 2018 – nominalizare la „Program umoristic”[2]
- TEFI 2023 – nominalizare la „Program umoristic”[3]